# ホンダ・RA272
ホンダ・RA272は、ホンダが1965年のF1世界選手権参戦用に開発したフォーミュラカー。ホンダがF1初優勝を記録したマシンである。

## 概要
1964年に登場したRA271に続く2作目のホンダ製F1マシン。この年限りで1.5リッターエンジン規定が終了するため、完全なニューマシンは製作せず、RA271をベースに開発を行った。チームにはテストドライバーとしても優秀な腕をもつリッチー・ギンサーが加入した。

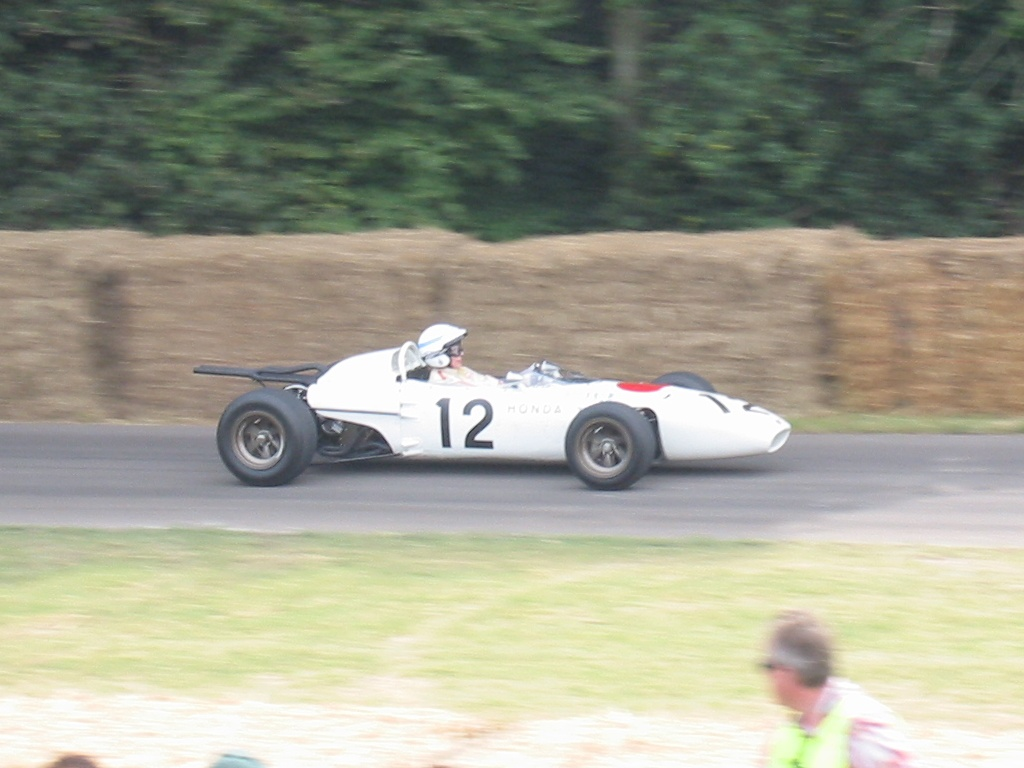
RA272

RA272は48バルブ、1,495.28cc の水冷V型12気筒エンジン (58.1 x 47.0 mm) を横置きで搭載し、13,000回転で230 bhp (170 kW)を発揮した。同エンジンは14,000回転まで問題なく回り、1960年代のエンジンとしては異常に高回転のエンジンであった。
実戦経験をもとに車体各部は改良され、リアサスペンションのコイル / ダンパーユニットはインボードから一般的なアウトボードに変更された。RA271では冷却能力不足によるオーバーヒートに悩まされたことから、ラジエター容量などが拡大された。使用素材の見直しにより車重は525kgから498kgまで減量されたが、それでも最低重量規定 (450kg) より48kgも重かった。
タイヤメーカーはこの年からF1参戦を開始したグッドイヤーと契約した。
第5戦イギリスGPではギンサーが予選3位を獲得し、決勝ではスタートでトップに立った。RA272は驚異的な加速力を持ち、第6戦オランダGPではギンサーが最初の2周でラップリーダーとなったが、レースを通じての安定性が欠けていた。

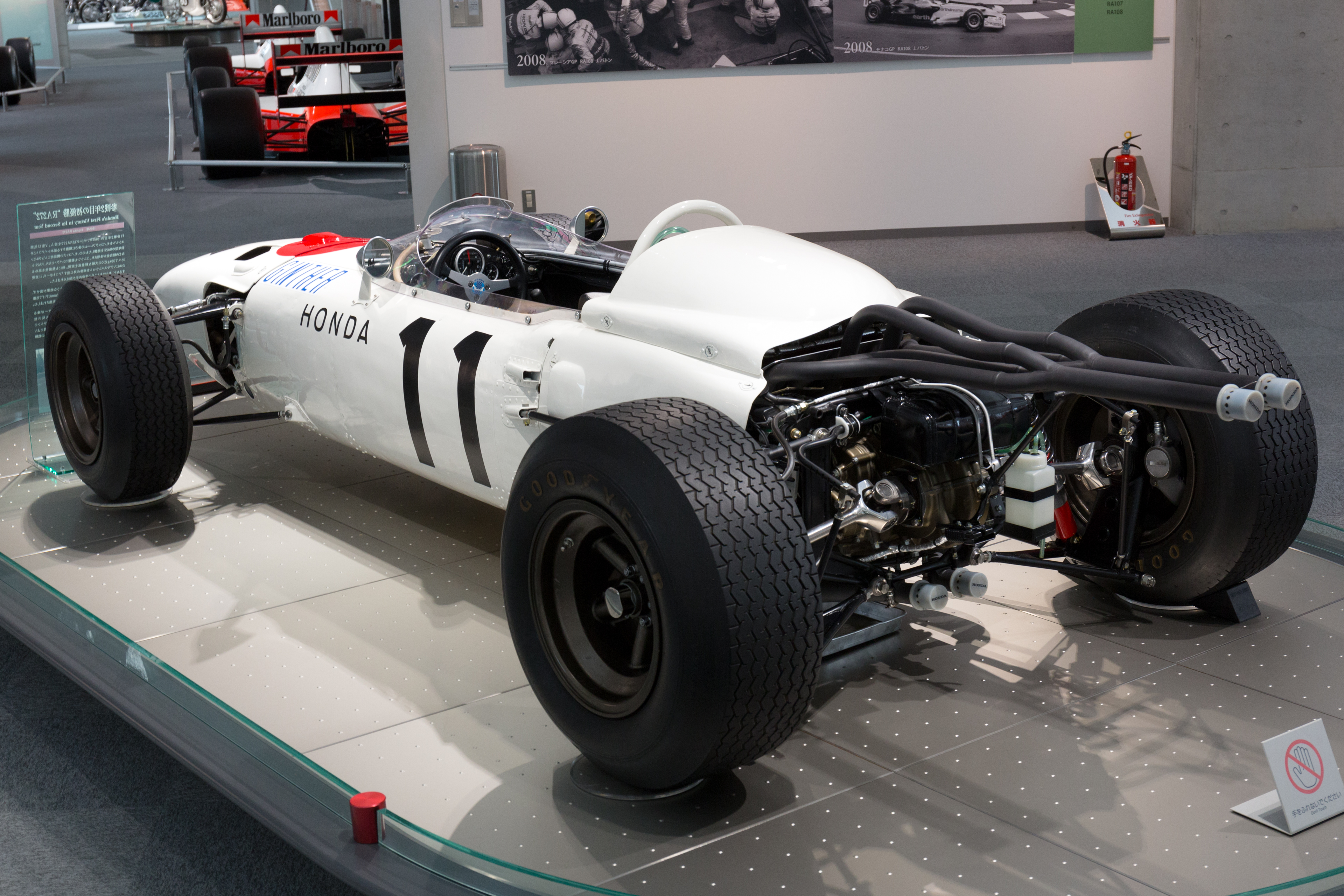
ホンダコレクションホールのRA272

チームは第7戦ドイツGPを欠場して大改造を行い、エンジンマウントを100mm下げたほか、ボディ、モノコック、サスペンション、排気管などにも手を加え、第8戦イタリアGPからBスペック（RA272改）を投入した。
最終戦メキシコGPでは高地対策として中村良夫監督が入念なエンジンセッティングを行い、事前テストも行った。レースでは予選3位スタートのギンサーが全周回トップで優勝し、ホンダにF1初勝利をもたらした（詳細はリッチー・ギンサーを参照）。また、グッドイヤータイヤにとっても記念すべきF1初勝利となった。チームメイトのロニー・バックナムも5位に初入賞し、初のダブル入賞も達成した。
現在は11号車（メキシコGPのギンサー車）と12号車（同GPのバックナム車）の2台がホンダコレクションホールで動態保存されており、イベントなどで頻繁に走行している。
2020年には日本自動車殿堂が選ぶ「歴史遺産車」に選ばれた。

## F1における全成績
(key) （太字はポールポジション）
| 年     | チーム             | エンジン               | タイヤ | ドライバー         | 1   | 2   | 3   | 4   | 5   | 6   | 7   | 8   | 9   | 10  | ポイント | 順位 |
| ------ | ------------------ | ---------------------- | ------ | ------------------ | --- | --- | --- | --- | --- | --- | --- | --- | --- | --- | -------- | ---- |
| 1965年 | ホンダ・レーシング | ホンダ RA272E 1.5L V12 | G      |                    | RSA | MON | BEL | FRA | GBR | NED | GER | ITA | USA | MEX | 11       | 6位  |
| 1965年 | ホンダ・レーシング | ホンダ RA272E 1.5L V12 | G      | リッチー・ギンサー |     | Ret | 6   | Ret | Ret | 6   |     | 14  | 7   | 1   | 11       | 6位  |
| 1965年 | ホンダ・レーシング | ホンダ RA272E 1.5L V12 | G      | ロニー・バックナム |     | Ret | Ret | Ret |     |     |     | Ret | 13  | 5   | 11       | 6位  |

## 参照
1. ↑  ホンダF1初優勝の記念すべき名車『RA272』が日本自動車殿堂の歴史遺産車に選定 - motorsport.com 2020年11月6日